# کلماتی با خدایان
کلماتی با خدایان (به انگلیسی: Words with Gods) فیلمی مکزیکی-آمریکایی و یک اثر اپیزودیک می‌باشد که در ۹ اپیزود توسط ۹ کارگردان مشهور به‌نام‌های گی‌یرمو آریاگا، بهمن قبادی، امیر کوستوریتسا، عاموس گیتای، میرا نایر، وارویک تورونتون، هکتور بابنکو، هیدئو ناکاتا، الکس دل‌ایگلسیا ساخته شده‌است. این فیلم دربارهٔ رابطه بین مذهب و فرهنگ‌های متفاوت همچون اسلام، کاتولیک، هندو، بی‌خدایی و غیره است. این فیلم در بخش خارج از مسابقه هفتاد و یکمین جشنواره فیلم ونیز، ۸ شهریور ماه نمایش داده شد.